# Afrodita Area

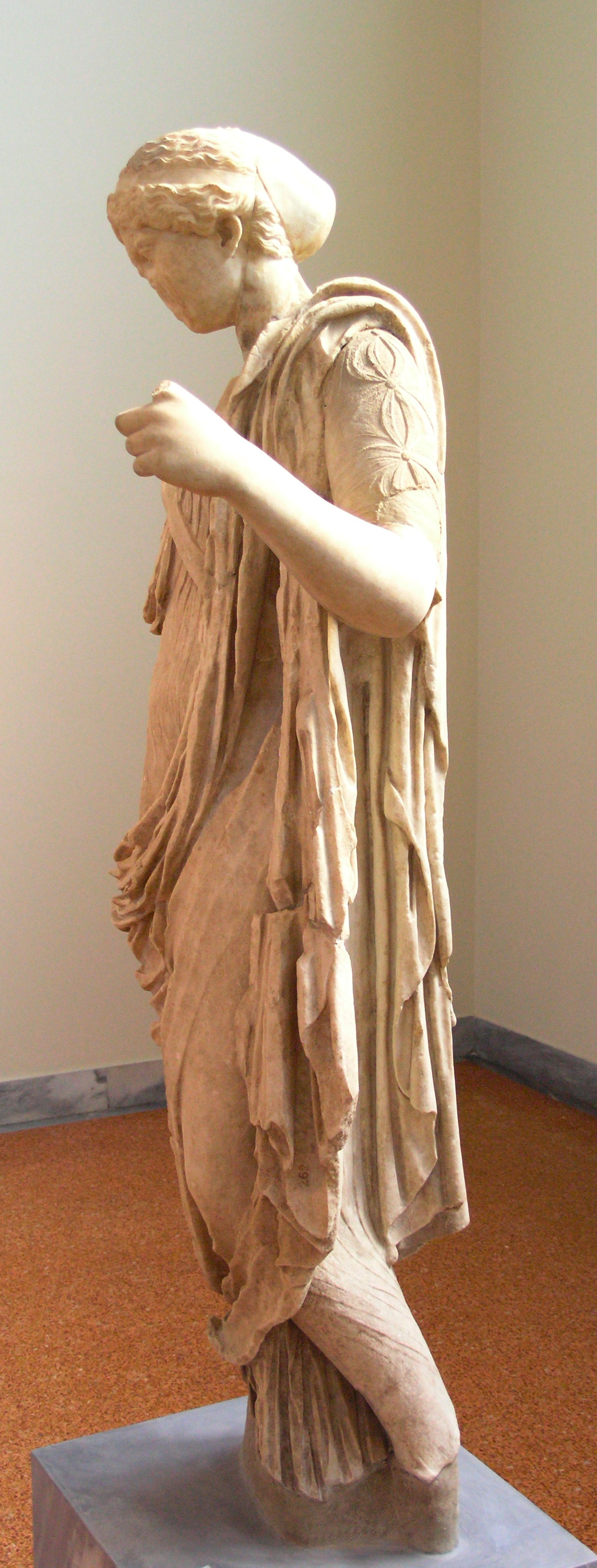
Copia romana de una estatua de Afrodita Area encontrada en Epidauro, con el original creado por la escuela de Policleto.

Afrodita Area (en griego antiguo: Ἀφροδίτη Ἀρεία) o ‘Afrodita la belicosa’ era un epíteto de culto de la diosa griega Afrodita, en el que se la representaba con armadura completa como el dios de la guerra Ares. Esta representación se encontraba en Esparta y Taras (la moderna Tarento). Existían otras interpretaciones igualmente marciales de la diosa, como en su Santuario en Citera, donde se la veneraba bajo el epíteto Afrodita Urania, a la que también se representaba armada. El epíteto «Arei«, que significa ‘guerrera’, se aplicaba a otros dioses además de Afrodita, como Atenea, Zeus y posiblemente Hermes.
La asociación con la guerra contradice el papel más popularmente conocido de Afrodita como diosa del deseo, la fertilidad y la belleza. En la Ilíada, Afrodita es retratada como incompetente en la batalla, siendo herida en la muñeca por Diomedes bajo la guía de Atenea, y Zeus le recuerda su papel como diosa del amor en lugar de diosa de la guerra como Atenea. Es posible, sin embargo, que esta representación fuera deliberada para afirmar la interpretación jónica de Afrodita, que no retrataba a la diosa con aspectos guerreros, como la versión «correcta».

## Orígenes
Se cree que la representación guerrera de Afrodita pertenece a sus primeros acólitos y cultos en Chipre y Citera, donde hubo una fuerte influencia oriental durante el período orientalizante. Esta representación puede rastrear la ascendencia de Afrodita de diosas más antiguas de Oriente Medio como la sumeria Inanna, mesopotámica Ishtar, y fenicia Astarté. En Chipre, a Afrodita también se la denominaba con el epíteto 'Afrodita Encheios' (Afrodita con lanza), y se ha sugerido que el culto fue llevado de Chipre a Esparta. También era conocida con este nombre en el Areópago y en la Corinto.

## Culto en Grecia
Existían cultos dedicados al aspecto guerrero de Afrodita en Citera, Chipre, Argos, Taras y de forma más destacada en Esparta.

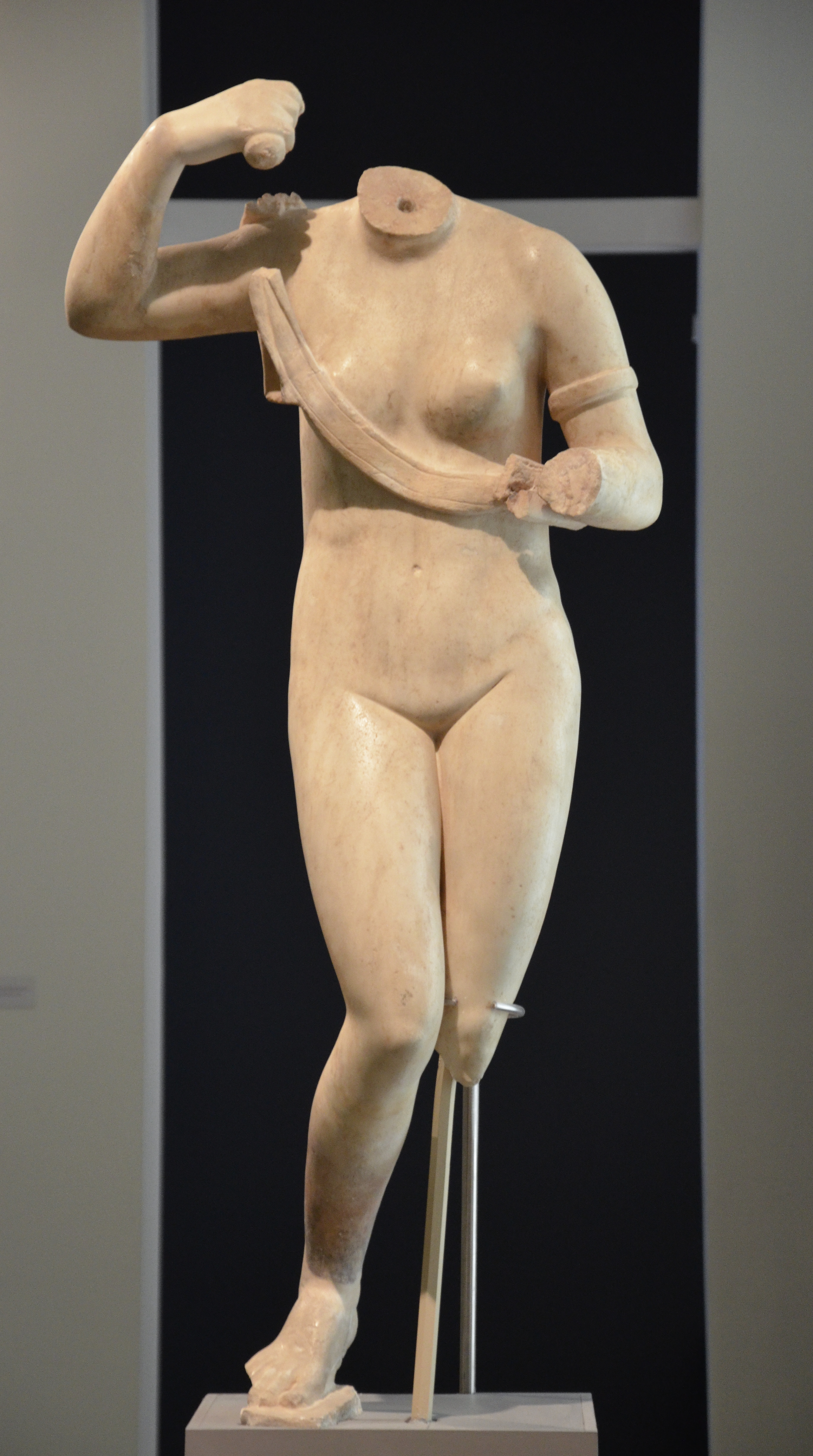
Afrodita en el Museo de Chipre.

Pausanias registró que tres estatuas de culto en Citera, Esparta y Corinto representaban a Afrodita empuñando armas y las pruebas arqueológicas apuntan a que esta representación también se daba en Argos. En Esparta, describió dos templos dedicados a Afrodita Areia. La afirmación de Pausanias  de que «Afrodita Area» era simplemente una versión femenina de Ares tiene cierto apoyo en la epigrafía contemporánea.
Varios autores hacen referencia a que Esparta adoraba a una Afrodita armada, como Plutarco, Dionisíacas y Quintiliano.  Un epíteto espartano relacionado, Afrodita armada (Ἀφροδίτη Ἐνόπλιος) estaba asociado a un mito etiológico registrado por Lactancio, quien afirmaba que una vez que el ejército espartano se alejaba de la ciudad atacando Mesenia, parte del ejército de Mesenia lanzó un contraataque contra Esparta que fue frustrado por las mujeres espartanas que se armaron y defendieron la ciudad. El ejército espartano, al darse cuenta de que su ciudad estaba sitiada, regresó y asumió que las mujeres eran el ejército enemigo hasta que se despojaron de sus armaduras para revelar sus identidades. Es probable que este mito se utilizara para explicar el origen de un desconocido festival espartano que funcionaba de forma similar al festival argivo de Hibrística, en el que las mujeres asumían los papeles de los hombres.

En Argos, Afrodita Area parece estar relacionada con Nicéforo (portador de la victoria) y en una ciudad cercana de Mantinea, había un templo dedicado tanto a Afrodita como a Ares.